# Trophée Gazet van Antwerpen 2001-2002
Navigation
2000-2001 2002-2003
Le Trophée Gazet van Antwerpen 2001-2002 est la 15e édition du Trophée Gazet van Antwerpen, compétition de cyclo-cross organisée par le quotidien belge néerlandophone Gazet van Antwerpen.

## Résultats
| Date        | Lieu                                       | Vainqueur           | Deuxième            | Troisième           |
| ----------- | ------------------------------------------ | ------------------- | ------------------- | ------------------- |
| 10 novembre | Niel - Jaarmarktcross                      | Peter Van Santvliet | Erwin Vervecken     | Bart Wellens        |
| 9 décembre  | Kalmthout - Vlaamse Industrieprijs Bosduin | Bart Wellens        | Erwin Vervecken     | Richard Groenendaal |
| 15 décembre | Essen - GP Rouwmoer                        | Mario De Clercq     | Tom Vannoppen       | Erwin Vervecken     |
| 27 décembre | Loenhout - Azencross                       | Erwin Vervecken     | Peter Van Santvliet | Jiří Pospíšil       |
| 1er janvier | Baal - GP Sven Nys                         | Mario De Clercq     | Sven Nys            | Ben Berden          |
| 9 février   | Lille - Krawatencross                      | Bart Wellens        | Erwin Vervecken     | Arne Daelmans       |
| 24 février  | Oostmalle - Internationale Sluitingsprijs  | Arne Daelmans       | Wim Jacobs          | Mario De Clercq     |

## Classement final
| #   | Coureur             | Points |
| --- | ------------------- | ------ |
| 1.  | Erwin Vervecken     | 160    |
| 2.  | Mario De Clercq     | 148    |
| 3.  | Bart Wellens        | 148    |
| 4.  | Peter Van Santvliet | 145    |
| 5.  | Ben Berden          | 134    |
| 6.  | Richard Groenendaal | 131    |
| 7.  | Arne Daelmans       | 129    |
| 8.  | Gerben de Knegt     | 121    |
| 9.  | Sven Nys            | 111    |
| 10. | Tom Vannoppen       | 102    |

## Résultats détaillés
| #  | Coureur              | Temps   |
| -- | -------------------- | ------- |
| 1  | Peter Van Santvliet  | inconnu |
| 2  | Erwin Vervecken      |         |
| 3  | Bart Wellens         |         |
| 4  | Ben Berden           |         |
| 5  | Richard Groenendaal  |         |
| 6  | Mario De Clercq      |         |
| 7  | Wim de Vos           |         |
| 8  | Marc Janssens        |         |
| 9  | Davy Commeyne        |         |
| 10 | Tadeusz Korzeniewski |         |

| #  | Coureur             | Temps   |
| -- | ------------------- | ------- |
| 1  | Bart Wellens        | inconnu |
| 2  | Erwin Vervecken     |         |
| 3  | Richard Groenendaal |         |
| 4  | Sven Nys            |         |
| 5  | Tom Vannoppen       |         |
| 6  | Ben Berden          |         |
| 7  | Mario De Clercq     |         |
| 8  | Peter Van Santvliet |         |
| 9  | Gerben de Knegt     |         |
| 10 | Václav Ježek        |         |

| #  | Coureur             | Temps   |
| -- | ------------------- | ------- |
| 1  | Mario De Clercq     | inconnu |
| 2  | Tom Vannoppen       |         |
| 3  | Erwin Vervecken     |         |
| 4  | Gerben de Knegt     |         |
| 5  | Richard Groenendaal |         |
| 6  | Peter Van Santvliet |         |
| 7  | Sven Vanthourenhout |         |
| 8  | Marc Janssens       |         |
| 9  | Wim de Vos          |         |
| 10 | Arne Daelmans       |         |

| #  | Coureur             | Temps   |
| -- | ------------------- | ------- |
| 1  | Erwin Vervecken     | inconnu |
| 2  | Peter Van Santvliet |         |
| 3  | Jiří Pospíšil       |         |
| 4  | Gerben de Knegt     |         |
| 5  | Sven Nys            |         |
| 6  | Bart Wellens        |         |
| 7  | Arne Daelmans       |         |
| 8  | Christian Heule     |         |
| 9  | Václav Ježek        |         |
| 10 | Thomas Frischknecht |         |

| #  | Coureur             | Temps   |
| -- | ------------------- | ------- |
| 1  | Mario De Clercq     | inconnu |
| 2  | Sven Nys            |         |
| 3  | Ben Berden          |         |
| 4  | Richard Groenendaal |         |
| 5  | Peter Van Santvliet |         |
| 6  | Erwin Vervecken     |         |
| 7  | Sven Vanthourenhout |         |
| 8  | Gerben de Knegt     |         |
| 9  | Wim de Vos          |         |
| 10 | Tom Vannoppen       |         |

| #  | Coureur             | Temps   |
| -- | ------------------- | ------- |
| 1  | Bart Wellens        | inconnu |
| 2  | Erwin Vervecken     |         |
| 3  | Arne Daelmans       |         |
| 4  | Peter Van Santvliet |         |
| 5  | Ben Berden          |         |
| 6  | Marc Janssens       |         |
| 7  | Wim Jacobs          |         |
| 8  | Tom Vannoppen       |         |
| 9  | Kris Wouters        |         |
| 10 | Bert Vervecken      |         |

| Manche 7 Oostmalle \| # \| Coureur \| Temps \| \| -- \| ------------------- \| ------- \| \| 1 \| Arne Daelmans \| inconnu \| \| 2 \| Wim Jacobs \| \| \| 3 \| Mario De Clercq \| \| \| 4 \| Ben Berden \| \| \| 5 \| Sven Nys \| \| \| 6 \| Sven Vanthourenhout \| \| \| 7 \| Bart Wellens \| \| \| 8 \| Richard Groenendaal \| \| \| 9 \| Gerben de Knegt \| \| \| 10 \| Peter Van Santvliet \| \| |                     |         |
| # | Coureur             | Temps   |
| 1 | Arne Daelmans       | inconnu |
| 2 | Wim Jacobs          |         |
| 3 | Mario De Clercq     |         |
| 4 | Ben Berden          |         |
| 5 | Sven Nys            |         |
| 6 | Sven Vanthourenhout |         |
| 7 | Bart Wellens        |         |
| 8 | Richard Groenendaal |         |
| 9 | Gerben de Knegt     |         |
| 10 | Peter Van Santvliet |         |